# Waldemar Łysiak
Waldemar Łysiak, né le 8 mars 1944 à Varsovie, est un écrivain, journaliste, essayiste, architecte, napoléoniste et bibliophile polonais.

## Biographie
Waldemar Wojciech Konrad Łysiak est le fils de Stanisław Łysiak, ingénieur, et de sa femme Wiktoria née Kowalewska. Ses deux sœurs aînées ont été tuées lors de l'Insurrection de Varsovie. Il est effectué sa scolarité au lycée Bolesław-Prus de Varsovie (pl). De 1963 à 1968, il fait des études d'architecture l'École polytechnique de Varsovie avec une spécialisation en conservation des monuments.
De 1968 à 1971, il travaille pour l'entreprise publique Polskie Pracownie Konserwacji Zabytków (pl). Il fait ensuite de 1970 à 1972 des études d'histoire de l'art à l'Université de Rome « La Sapienza » dans les années 1970-1972 et au Centre international d'études pour la protection et la conservation des monuments à Rome. En 1977, il soutient sa thèse de doctorat à l'École polytechnique de Varsovie sur « La doctrine de fortification de Napoléon », écrite sous la direction du professeur Andrzej Gruszecki (pl). Il enseigne  ensuite l'histoire de la culture et de la civilisation à la Faculté d'architecture de Varsovie.
En 1965, Waldemar Łysiak épouse Zofia Poisel dont il a trois enfants. Leur fils Tomasz Łysiak (pl) est écrivain, scénariste, journaliste de radio et acteur.
Il est également bibliophile : sa collection comprend des manuscrits des poèmes de Norwid et la seule édition originale préservée des Thrènes de Kochanowski.

## Œuvre

### Livres
Waldemar Łysiak est particulièrement connu du grand public pour ses romans historiques se déroulant à l'époque napoléonienne, traduits en de nombreuses langues. À l'époque du régime communiste, il arrivait à contourner la censure et à faire passer des allusions à la situation contemporaine, ses critiques du régime tsariste s'appliquant en fait au régime soviétique.
Romans
- Le Berceau (Kolebka)
- La Ballade des chouans (Szuańska ballada), sur les rapports entre Cadoudal et Napoléon
- Échec à l'Empereur (Szachista), sur une conspiration visant à enlever Napoléon, planifiée par les opposants à l'instigation de Robert Castlereagh en utilisant un prétendu joueur d'échec mécanique dit « le Turc mécanique » et en substituant un sosie polonais à l'Empereur
- Le Sentier français (Francuska ścieżka)
- La Patience impériale (Empirowy pasjans)
- Le Poker impérial (Cesarski poker)
- Napoleoniada, recueil de ses écrits sur l'époque napoléonienne
- Napoléon et les places-fortes (Napoleon fortyfikator)
- La Vie érotique du prince Poniatowski (Życie erotyczne księcia Józefa)

Il est également l'auteur d'ouvrages d'histoire de l'art et de biographies (par exemple celle de Talleyrand : Talleyrand - Droga Mefistofelesa ou du prince Poniatowski : Życie erotyczne księcia Józefa).
Il a écrit des pamphlets contre les anciens dissidents anticommunistes libéraux ou sociaux-démocrates comme Adam Michnik et Jacek Kuroń et contre les lauréats polonais du prix Nobel de littérature Wisława Szymborska et Czesław Miłosz.
en français
- Échec à l'Empereur (pl), traduit par Roger Legras, JC Lattès, 1994 (1re édition)  (ISBN 978-2-7096-1403-0), Pocket, 1996 (2e édition)  (ISBN 978-2-266-06334-0)

### Articles
Dans les années 1970 et jusqu'en décembre 1981, puis après 1989, il a publié des centaines d'articles. La majorité concerne la protection des monuments historiques et la période napoléonienne.

### Cinéma, théâtre et télévision
Plusieurs de ses œuvres font l'objet de projets d'adaptation pour la scène ou le cinéma. Une adaptation de Échec à l'Empereur par Andrzej Kostenko en 1981 est restée inachevée.

## Positionnement politique
Waldemar Łysiak, catholique pratiquant, ne cache pas ses idées conservatrices et nationalistes. Il exprime son mépris pour le féminisme et prône la morale traditionnelle, notamment une éducation stricte des enfants. Il a des propos négatifs à l'égard des Ukrainiens et a qualifié les organisateurs d'Euromaïdan dans les années 2013-2014 de « nazis banderistes ». Il a également durement critiqué Lech Wałęsa en termes particulièrement grossiers.